# Ceratinia porrecta
Ceratinia porrecta är en fjärilsart som beskrevs av Richard Haensch 1905. Ceratinia porrecta ingår i släktet Ceratinia och familjen praktfjärilar. Inga underarter finns listade i Catalogue of Life.